# Tom Eyzenbach

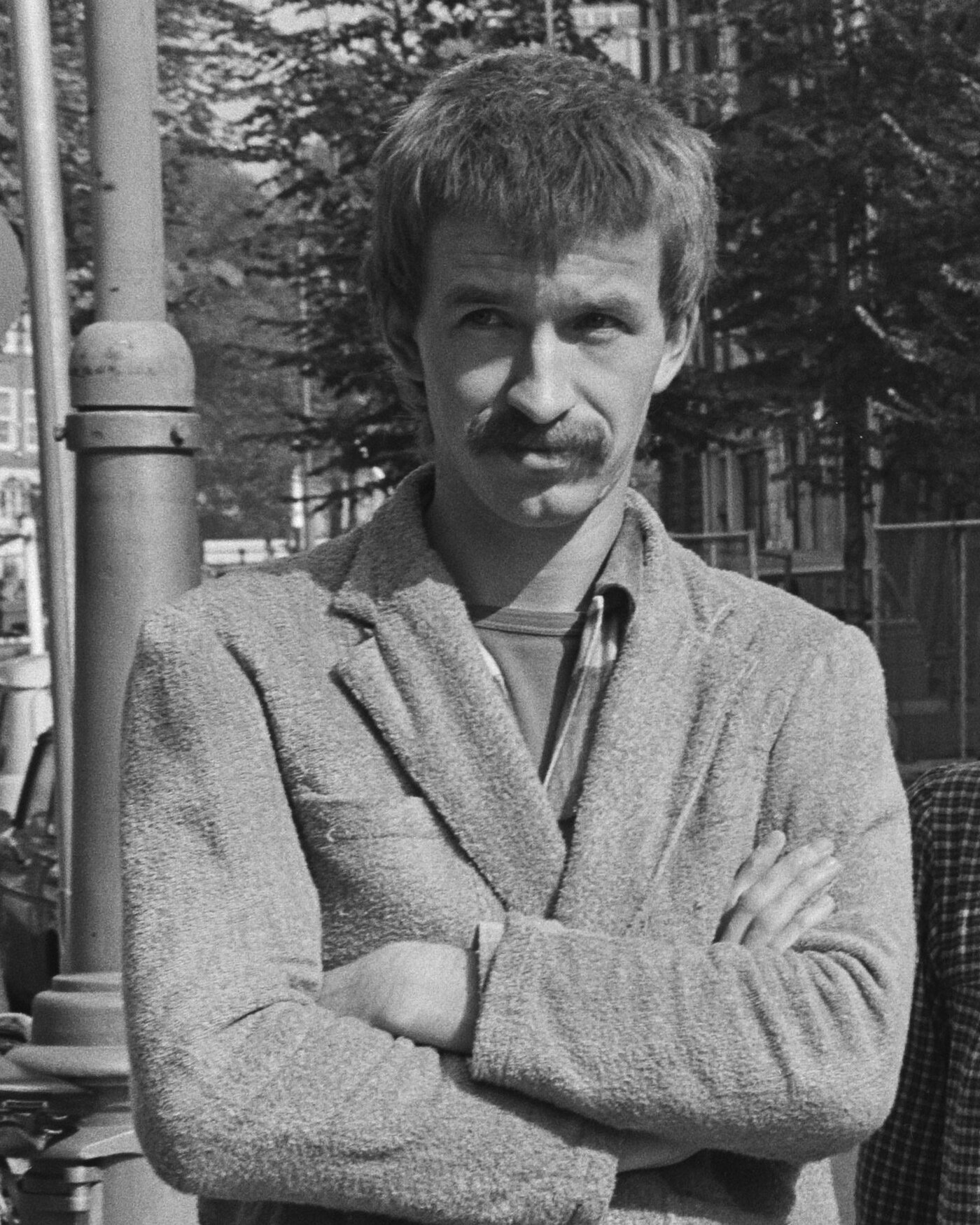
Tom Eyzenbach (1979)

Tom Eyzenbach (Utrecht, 7 september 1951) is een Nederlands illustrator en grafisch vormgever.

## Biografie
Hij volgde een opleiding aan de Gerrit Rietveld akademie, en illustreerde voor de NRC. Het eerste kinderboek dat hij naar eigen zeggen door toeval en geluk illustreerde was de tovervinger van Roald Dahl (1975). Voor het tweede boek dat hij illustreerde -Het wonderlijke verhaal van Hendrik Meier, ook van Roald Dahl - kreeg hij in 1979 een Gouden Penseel.
Voor de televisie gaf hij in de toverkast (1993), bewerkingen van sprookjes vorm, maar gaf zelf ook zijn eigen boeken vorm -Terugtrappen (1979), Decorum Démasqué (1982), Perpetuum mobile (1993), en Oef woef-Waf af (2000). Eyzenbach illustreerde drie boeken voor Stichting de Roos waaronder het Buch Suleika van Goethe (2007). Daarnaast maakt hij veel vrij werk, waaronder grafiek.